# Can Tordera (Espinelves)
Can Tordera és un antic hostal habilitat com habitatge d'Espinelves (Osona) inclosa a l'Inventari del Patrimoni Arquitectònic de Catalunya.

## Descripció
Edifici civil. Casa assentada sobre un desnivell i que consta de planta baixa i dos pisos a migdia, i un menys a tramuntana, on es troba la façana principal. És coberta a dues vessants, amb el carener paral·lela a la façana, amb un cos adossat a ponent de menys alçada i amb les vessants en la mateixa direcció. La façana presenta tres portals rectangulars i una finestra amb reixa de ferro, al primer pis hi ha diverses obertures i un balcó amb llosana de pedra i barana de ferro. A llevant i a ponent, a nivell de les golfes hi ha unes obertures semicirculars. A migdia hi ha diversos contraforts, amb obertures d'arc a la planta i diverses finestres al primer i segon pis. El ràfec és força ampli.
L'estat de conservació és força bo.

## Història
Antic hostal que es troba davant de l'església de Sant Vicenç, el qual no conserva gaires elements d'interès artístic però queda com testimoni de l'hostal del poble, encara que actualment hagi perdut la seva funció primitiva.
O tenim cap dada constructiva ni documental que ens permeti datar-la.